# Acacia leucothrix
Acacia leucothrix är en ärtväxtart som beskrevs av Paul Carpenter Standley. Acacia leucothrix ingår i släktet akacior, och familjen ärtväxter. Inga underarter finns listade i Catalogue of Life.